# Черниково (Белгородская область)
Черниково — село в Старооскольском городском округе Белгородской области. Входит в Озерскую сельскую территорию.

## География
Село Черниково расположено на расстоянии 17 км от центра г. Старый Оскол.
По устройству поверхности площадь села представляет собой пологую возвышенность. Основные формы рельефа имеют эрозийное происхождение, на территории Черниково имеются малые и большие овраги. Село по своему географическому происхождению находится на северо-востоке Старооскольского городского округа.
Село Черниково граничит с земельными угодьями села Озерки, с юга — с селом Выползово, с востока — с лесными массивами Дмитриевских сосен, с запада с земельными угодьями с. Выползово.
Черниково находится в умеренно-климатическом поясе с умеренно континентальным климатом, для которого характерны тёплое лето и холодная зима.

## История
Село Черниково, бывшая деревня Яблоновая, часто разорялось татарами, но оставались поместные земли одного из владельцев — помещика Ивана Ивановича Черникова, который в 1615 году имел в этом районе земли и основал поселение.
В бывшем Яблоново существовала церковь во имя Николая Чудотворца, построенная в начале XVII века. А в 1626—1628 годах была построена новая деревянная церковь во имя обновления храма Воскресения с приделом Николая Чудотворца.
После реформы Петра I, когда вводилось губернское деление государства, село с 1728 года стало входить в состав Старооскольского уезда вновь образованной Белгородской губернии, отойдя от Киевской. В Старооскольском уезде, который делился на станы, а стан делился на сотни и десятки, село Черниково относилось к 5 сотне 3 стана.
На территории Черниково были расположены помещичьи владения и существовало крепостное право. В XIX веке — это село при 2-х прудах, на логу Сомовском, которое насчитывало 114 дворов и 878 жителей.
В 1852 году в селе Черниково был построен храм Святителя Николая Чудотворца, который заменил деревянную церковь.
С июля 1928 года село — центр Черниковского сельсовета (село и 2 деревни) в Старооскольском районе.
11 ноября 1935 года в Черниково была образована сельхозартель «Заря Свободы». В селе было около 200 крестьянских хозяйств, сельский Совет, медицинский пункт с родильным отделением, магазин, клуб, мельница. В конце 30-х годов недалеко от школы построена колхозная мельница.
В 1950 году Черниковский сельский Совет был расформирован, село стало относиться к Озерскому сельскому Совету.
В конце 50-х годов село электрифицировали. В 1988 году началась газификация села.
В 1995 году в Черниково действовали: неполная средняя школа, клуб, фермерское хозяйство. В 1997 году село насчитывало 76 домовладений и 154 жителя.
26 октября 2013 года в селе состоялось освящение храма в честь Иверской иконы Божией Матери.

## Население
| 2002 | 2010 |
| ---- | ---- |
| 199  | ↗245 |

### Известные уроженцы
- Бесхмельницын, Михаил Иванович — аудитор Счетной палаты РФ (1995—2013), начальник Контрольно-аналитической службы президента ОАО «Российские железные дороги».